# Firefox Lockwise
Firefox Lockwise va ser un gestor de contrasenyes per al navegador web Mozilla Firefox, així com per als sistemes operatius mòbils iOS i Android. En equips d'escriptori, Lockwise va ser simplement part de Firefox, mentre que en iOS i Android estava disponible com a una aplicació independent.
Si Firefox Sync estava activat (amb un compte de Firefox), llavors Lockwise sincronitzava les contrasenyes entre tots els dispositius que tenien instal·lat Firefox. També incloïa un generador aleatori de contrasenyes.

## Història
Desenvolupat per Mozilla, va ser batejat originalment com a Firefox Lockbox el 2018. Va ser canviat de nom a Lockwise al maig de 2019.Va ser introduït al sistema operatiu iOS al juliol de 2018 com a part del programa de proves. El 26 de març de 2019 va ser llançat per al sistema Android.
En computadores d'escriptori, Lockwise va començar com a un complement del navegador. Les versions alfa van ser publicades entre març i agost de 2019. Des de la versió 70 de Firefox, Lockwise va estar integrat en el navegador (accessible a about:logins), reemplaçant així l'antic gestor de contrasenyes que es presentava en una finestra emergent.
Al començament de desembre de 2021, Mozilla va enviar un comunicat als usuaris del gestor comunicant-los el següent: «El 13 de desembre de 2021, el navegador Firefox "reabsorbirà" oficialment Firefox Lockwise.Després d'aquesta data, els usuaris actuals de Lockwise podran continuar accedint a les seves contrasenyes guardades i a la seva gestió de contrasenyes en els navegadors Firefox d'escriptori i mòbil».